# 광남초등학교 (경기)
광남초등학교는 대한민국 경기도 광주시에 있는 공립 초등학교이다.

## 학교 연혁
- 1951년 4월 1일 광주국민학교 광남분교 설립인가
- 1955년 4월 6일 광남국민학교 설립인가
- 1981년 2월 28일 병설유치원 설립인가
- 1990년 9월 1일 특수학급 설립인가
- 1998년 3월 1일 광남초등학교로 개칭
- 2020년 3월 1일 제22대 이강은 교장 취임
- 2022년 12월 30일 제65회 졸업식(남: 66, 여: 77, 계: 143명.,총7,810명)
- 2022년 3월 1일 43학급, 특수 3학급(학급2, 순회1), 유치원 2학급 편성

## 참고 자료
- 광남초등학교 - 한국교육학술정보원 학교알리미